# Nedžad Verlašević
Nedžad Verlašević (Bratunac, 8 ottobre 1955 – Tuzla, 21 gennaio 2001) è stato un calciatore e allenatore di calcio jugoslavo e bosniaco, di ruolo difensore.

## Carriera

### Giocatore
Storico giocatore del Sloboda Tuzla ha giocato il maggior numero di partite di campionato nella storia della squadra di Tuzla. Indossò la maglia rosso-nera in tre occasioni: tra il 1975-1983, il 1983-1985, e il 1987-1990. Con il Sloboda Tuzla ha disputato 350 partite in campionato.
Nel 1983 giocò 5 partite per il S.J. Earthquakes, mentre nel 1986 ne giocò 16 per il Željezničar di Sarajevo.

## Palmarès

### Giocatore

#### Nazionale
- Campionato d'Europa Under-21: 1

1978